# Hainsfarth
Hainsfarth là một đô thị ở huyện Donau-Ries trong bang Bayern nước Đức. Đô thị Hainsfarth có diện tích 17,55 km².